# Mikania crispiflora
Mikania crispiflora là một loài thực vật có hoa trong họ Cúc. Loài này được C.Wright ex Sauvalle mô tả khoa học đầu tiên năm 1869.